# Kraybill Conflict Style Inventory
Kraybill Conflict Style Inventory (KCSI) ist ein Bewertungs- und Klassifikationssystem von Verhalten in Konflikten. Es wurde ab den 1980ern von Ronald S. Kraybill veröffentlicht.

## Eigenschaften
Das KCSI besteht aus einem Fragebogen zu Verhalten in unterschiedlichen Situationen einer Meinungsverschiedenheit, der die Variablen Durchsetzungsfähigkeit (engl. assertiveness) und Kooperativität (engl. cooperativity) quantitativ misst. Diese Variablen basieren – wie auch beim Thomas-Kilmann Conflict Mode Instrument (TKI) – auf den Ergebnissen im Werk Managerial Grid von Jane Srygley Mouton und Robert Rogers Blake aus dem Jahr 1964.

## Graphische Darstellung
Die Werte der beiden Parameter werden oftmals in einem Koordinatensystem dargestellt mit der Durchsetzungsfähigkeit auf der Ordinate (y-Achse) und der Kooperativität auf der Abszisse (x-Achse). Beide Achsen sind ordinalskaliert mit Werten von 1 bis 7 in einer Likert-Skala. Das Schaubild wird in fünf Bereiche unterteilt. Der obere linke Bereich mit hoher Durchsetzungsfähigkeit und geringer Kooperativität wird als kompetitiv bezeichnet, der obere rechte Bereich als kollaborierend, der mittlere Bereich als kompromisssuchend, der linke untere als vermeidend und der rechte untere Bereich als entgegenkommend bezeichnet.